# Pascale Bal
Pascale Bal (Zemst, 30 oktober 1970) is een Vlaams actrice en presentatrice. Begin jaren '90 was ze samen met regisseur Julien Vrebos.
Bal is vooral bekend van haar rol als Isabelle Vinck in de soapserie Thuis. Op de West-Vlaamse zender WTV presenteerde ze jarenlang Tendens. Bal was ook te zien in de videoclip van It's so unreal van Zornik. Ze deed hierin een kusscène met Ann Ceurvels.
In 2005 trok ze zich terug uit de media en schoolde ze zich om tot medisch afgevaardigde.

## Televisie
- Drie mannen onder één dak (1989) - Tammy
- Zomerrust (1993-1994) - Nathalie
- Typisch Chris (1995) - Mevrouw Van de Velde
- Familie (1993-1996) - Gwen Claus
- Open op zondag (1997) - Zichzelf
- Deman (1998) - Ghislaine Marraine
- Hof van Assisen (1998) - Meester Luypaert
- De Fixers (1998) - Zichzelf
- Flikken (1999-2000) - Claire Van Eeckhaut
- Recht op Recht (2000) - Ingrid Rogge
- Thuis (2000-2004) - Isabelle Vinck
- De Wet volgens Milo (2005) - Daphne
- F.C. De Kampioenen (2007) - Machteld Verstraeten
- Danni Lowinski (2013) - Linda Camps
- Rupel (2019) - Brenda Versele

## Filmografie
- Le Mur (1998) - Wendy
- Le bal masqué (1998) - Kristl Callas
- Film 1 (1999) - Pascale
- De kapster (1999) - Miranda
- Zoltan (2001) - Vrouw

Voor haar rol in Le Bal masqué won ze de Joseph Plateauprijs voor beste actrice.